# A Traveler’s Needs
A Traveler’s Needs (coreano: 여행자의 필요) es un largometraje surcoreano de 2024 dirigido por Hong Sang-soo. La comedia protagonizada por Isabelle Huppert se estrenó en febrero de 2024 en el marco del Festival Internacional de Cine de Berlín de 2024.

## Trama
Iris no tiene dinero ni recursos para mantenerse. Nadie sabe de dónde viene la mujer sentada en un banco del parque y tocando una flauta dulce para niños. La propia Iris afirma que viene de Francia, y le encanta pasar su tiempo libre caminando descalza y tumbada sobre las rocas. Luego encuentra trabajo como profesora de francés para dos coreanas. Nunca trae un libro de texto, en lugar de ello, hace preguntas personales a las alumnas, cuyas respuestas luego anota en francés en tarjetas para que practiquen. Ella cree que si están involucradas emocionalmente con una frase, ello permitirá que el lenguaje se convierta en un lenguaje de sentimiento en lugar de una burda memorización. Las lecciones se convierten en escenas recurrentes. La primera con un joven pianista es muy seria. Pero con cada escena, a medida que se repiten las acciones de Iris, su pedagogía, su forma de hechizar a sus alumnas y su adicción al makgeolli se vuelven memorablemente absurdas. 

## Elenco
- Isabelle Huppert: Iris [5]
- Lee Hye-young: Won-joo
- Kwon Hae-hyo: Hae-soon
- Ha Seong-guk: In-geok
- Jo Yoon-hee: Yeon-hee
- Kim Seung-yun: I-song
- Kang So-yi: So-ha
- Ha Jin-wha: Ran-hee

## Trasfondo
A Traveler’s Needs  es el largometraje N.° 31 del cineasta surcoreano Hong Sang-soo. Para el papel principal contrató a Isabelle Huppert,  con quien ya había trabajado en los dramas En otro país (2012) y La cámara de Claire (2017). Otros papeles incluyen a los actores coreanos Lee Hye-young y Kwon Hae-hyo. Ambos habían actuado previamente en Walk Up y La película de la novelista (ambas de 2022) dirigidas por Hong. 
El rodaje comenzó a finales de junio de 2023 en Corea del Sur. 
La película es una comedia  con una mezcla de diálogos en coreano, inglés y francés. 

## Estreno
La obra se estrenó el 19 de febrero de 2024 como parte del Festival Internacional de Cine de Berlín y fue incluida en el concurso principal.  Es la séptima vez que una película de Hong se proyecta en el programa del festival. 

## Recepción
Filmstarts destacó: "Como casi siempre ocurre con Hong Sang-soo, uno no se debe dejar engañar por la simple apariencia del video y la dramaturgia serpenteante: hay mucho más por descubrir en casi cada escena de lo que parece a primera vista. Gracias sobre todo a una destacada Isabelle Huppert, “A Traveler’s Needs” es también la película más divertida del director surcoreano desde al menos La mujer que escapó." 

## Premios
Por A Traveler's Needs, Hong recibió su séptima invitación para competir por el Oso de oro, el premio principal de la Berlinale. Aunque la película perdió ante Dahomey de Mati Diop, obtuvo el gran premio del jurado, el segundo galardón más importante. 